# Kharón

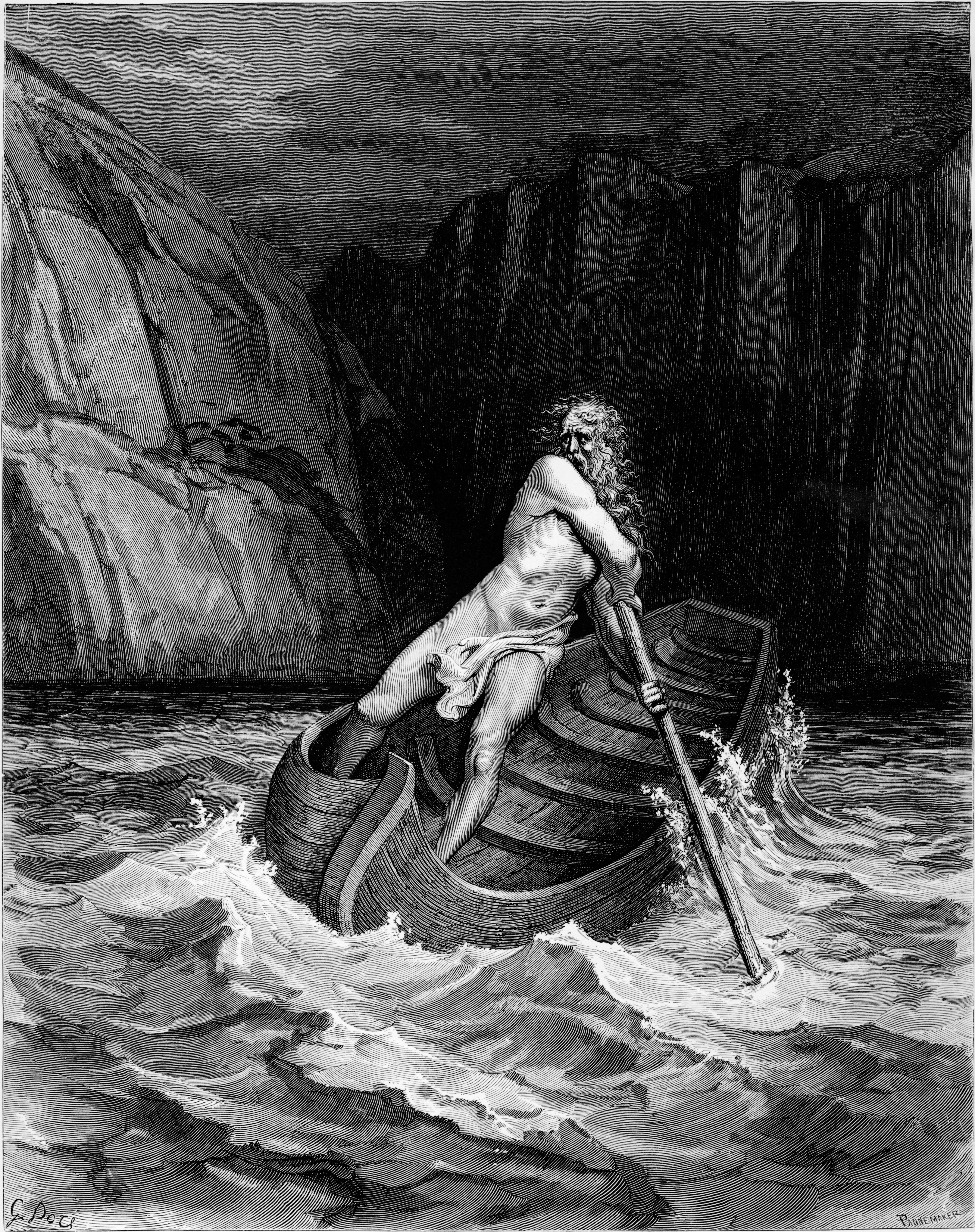
Kharón (Gustave Doré illusztrációja Dante Isteni színjátékához)

Kharón (görög Χάρων, latin Charon) görög mitológiai alak. Erebosz és Nüx gyermeke, az Alvilág révésze. A holt lelkeket ő szállította át ladikjában a Sztüx folyón (más változat szerint az Akherón folyón). Azonban Kharón mindig is mogorva, sovány démon volt, aki nem szállított át olyan holt lelket, akit nem temettek el tisztességesen. A révészkedésnek árat is szabott, és aki nem tudott neki fizetni, azt százéves bolyongásra ítélte a Sztüx túlsó partján. A fizetségnek obolosz volt a neve, ami egy érme volt. Ezt a görögök halottjaik nyelve alá helyezték (más források szerint szemeikre), majd így a megfelelő rítusok után elégették a testet. Az Alvilág folyóján azonban nem mindenkinek kellett fizetnie az átkelésért: a halandóknak ugyanis megvolt az erejük ahhoz, hogy Kharónt rábírják egy fuvarra, így jutott át a Sztüxön Héraklész, Thészeusz és Peirithoosz is.

## Szépirodalmi művekben
- Illyés Gyula: Kháron ladikján (1969)
- R. A. Salvatore: Kharón Karma (Neverwinter 3.) (2012)